# Oración concesiva
Una oración concesiva es una oración subordinada que semánticamente expresa un impedimento, para el cumplimiento de lo expresado por la oración principal. El carácter concesivo se expresa con nexos que son usualmente, pero no siempre, conjunciones nexo de tipo concesivo: aunque, a pesar de, pese a, excepto que, aun cuando, si bien.
- Datos: Q6051747